# Ermo (demo)
Ermo (in greco antico: Ἕρμος?, Hérmos) era un demo dell'Attica situato lungo la strada sacra che conduceva ad Eleusi. Si trovava tra il fiume Cefiso e il Pizio, un tempio di Apollo sul monte Pecilo, vicino ad un ruscello omonimo, all'ingresso del passaggio presso le attuali Dafni e Chaidari.
Nel demo era presente la tomba dell'etera Pizionice, portata in Oriente da Arpalo, un tesoriere di Alessandro Magno fuggito a Babilonia per scampare all'accusa di appropriazione indebita e per sposarla; dopo la sua morte egli pagò a Caricle 30 talenti per la costruzione della sua tomba nel demo, dopo averne spesi già 200 per la progettazione e la realizzazione in Asia di monumenti ad Afrodite Pizionicea. Pausania il Periegeta lodò la sua tomba come la migliore di tutte le sepolture greche, mentre Plutarco affermò che non valeva i soldi spesi.